# Eubacterium aggregans
Eubacterium aggregans è una specie di batterio appartenente alla famiglia delle Eubacteriaceae.